# Daniel Massey
Daniel Raymond Massey (10 de octubre de 1933 - 25 de marzo de 1998) fue un actor inglés. Principalmente conocido por su papel protagónico en el drama de la televisión británica The Roads to Freedom , como Daniel, junto a Michael Bryant. También intervino en la película estadounidense de 1968 Star! , como Noël Coward (el padrino de Massey), por la que ganó un Globo de Oro y una nominación al Oscar.
Murió en Londres, el 25 de marzo de 1998 de linfoma de Hodgkin , que había sido diagnosticado en 1992. Fue enterrado en el cementerio de Putney Vale. Massey trabajó en el teatro durante sus tratamientos contra el cáncer y rara vez se perdió una actuación.

## Filmografía seleccionada
- Sangre, sudor y lágrimas (1942) – Bobby Kinross
- Girls at Sea  (1958) – Flag. Lt. Courtney
- Operation Bullshine (1959) – Bombardier Peter Palmer
- Upstairs and Downstairs (1959) – Wesley Cotes
- The Entertainer  (1960) – Graham
- The Queen's Guards  (1961) – John Fellowes
- Go to Blazes  (1962) – Harry
- The Amorous Adventures of Moll Flanders (1965) – Elder Brother
- The Jokers (1967) – Riggs
- Star!  (1968) – Noël Coward
- Fragment of Fear (1970) – Maj. Ricketts
- Mary, Queen of Scots  (1971) – Robert Dudley
- The Vault of Horror  (1973) – Rogers (segment 1 "Midnight Mess")
- The Incredible Sarah (1976) – Victorien Sardou
- The Devil's Advocate  (1977) – Black
- Warlords of Atlantis (1978) – Atraxon
- The Cat and the Canary  (1978) – Dr. Harry Blythe
- Love with a Perfect Stranger (1986) - Hugo DeLassey
- Bad Timing (1980)
- Escape to Victory (1981) – Waldron
- Scandal (1989) – Mervyn Griffith-Jones
- In the Name of the Father  (1993)
- The Miracle Maker (2000) – Cleopas (voz)